# EsseGesse
EsseGesse je bio talijanski tim crtača, najpoznatiji po western stripovima, koji su bili popularni 1950-ih. Stripovi su prevedeni na francuski, srpski, hrvatski, turski, grčki, švedski, danski i norveški jezik.
Ime im je preuzeto iz talijanskog izgovora prvih slova njihova tri prezimena, Pietro Sartoris grčkog podrijetla (Torino, Italija 15. kolovoza 1926. – 27. srpnja 1989.), Dario Guzzon (Torino, Italija 4. siječnja 1926. – 3. svibnja 2000.), i Giovanni Sinchetto (Torino, Italija, 5. travnja 1922. – 19. siječnja 1991.). Neke od njihovih poznatijih serija su Kapetan Miki, Veliki Blek, Komandant Mark, Kinowa i Alan Mistero.
U Turskoj su ranih 1970-ih snimljena tri filma s likom Kinowa.

## Kapetan Miki
Prvi lik koji su tri autora nacrtala i dramatizirala, a koji su se do tada počeli potpisivati kraticom EsseGesse, objavljen je 1. srpnja 1951. godine: poznati kapetan Miki (kapetan Miki). Glavni junak priče je šesnaestogodišnji dječak sam na svijetu, koji postaje prijatelj smiješnog pijanca zvanog Double Rum i pridružuje se Nevada Rangersima. Nakon što je izveo niz uspješnih misija u kojima je pokazao svu svoju hrabrost i čvrstinu, mladi Miki unatoč mladosti unaprijeđen je u čin kapetana. Kapetan Miki ima i vlastitu mladu zaručnicu Susy, kćer zapovjednika utvrde, a osim Double Ruma - temeljen na klasičnom starcu vesterna (u mnogim filmskim inačicama tumačio Walter Brennan) - sprijatelji se s još jednom smiješnom lik, liječnikom Salassom, grafički podsjeća na glumca Thomasa Mitchella (pijani Doc, alkoholičar, u "Diližanska kočija?" ). Ova su dva lika crtanoj seriji dala žilu komičnog olakšanja, što je protuteža Mikijevoj gotovo pretjeranoj zrelosti i savjesnosti.
Godine 1953. EsseGesse je imao prve kontakte s Teom Bonelli, tadašnjim vodičem izdavačke kuće, i izradio umjetničko djelo za "Cavaliere nero" dramatizirano iz tekstova Giovannija Luigija Bonellija. Bio je to album koji je ispričao dogodovštine Frisca Smitha, policajca koji je služio za zapadnu željezničku tvrtku. Odjeven otprilike u meksički stil, junak ove serije vješt je revolveraš kojem obično pomaže mladi Indijanac Piccolo Corvo.

## Veliki Blek
"Veliki Blek" je Casarotti objavio 3. listopada 1954. godine: priča je smještena u vrijeme američke revolucije, a Blek je vođa skupine lovaca koji se bore protiv okrutnih crvenih mundira, simbola kolonijalističkog ugnjetavanja. Vjerni prijatelji Bleka u avanturi su njegov posinak Roddy i genijalni profesor Occultis. Objavljeno je 650 nastavaka sve do 1967., kada je nastao spor između autora i izdavača. Lug je taj koji bi objavio cijele pustolovine Bleka u Francuskoj. Prvo je objavljen uncrno-bijelom stripu, a zatim u bojama. Brojne naslovnice realizirao je Jean Frisano. Kad su se izvorne priče iscrpile, nove su stvorili Carlo Cedroni ili Nicola del Principe, ali i u Francuskoj Jean-Yves Mitton, André Amouriq ili Ciro Tota.
Oba stripa, i Miki i Blek, postigli ogroman uspjeh i crtani su do 1965. godine, a kasnije će ih nastaviti kroz umjetnička djela francuskih ilustratora u inozemstvu.

## Alan Mistero
Godine 1965. pojavio se "Alan Mistero", čiji je glavni junak bio snažni vatreni crvenokosi heroj sposoban za najnevjerojatnije krinke i ujedno vrlo vješt s pištoljem, kojeg su u njegovim pustolovinama pratile dva komična lika: sofisticirani Conte i pohlepna Polpetta. Ova se serija prvotno pojavila u zbirci tjednih albuma koje su objavili njezini tvorci, ali nije uspjela postići uspjeh, a seriju su ubrzo prenijela trojica torinskih autora u izdavačku kuću Araldo u vlasništvu Sergia Bonellija koja ju je objavila u dodatku Collane Araldo.

## Komandant Mark
U rujnu 1966. napokon je rođen Komandant Mark. Nakon što je završena redovita serija iz siječnja 1990., pretisak cijele serije Tutto Mark objavljen je sljedeći mjesec, a počev od ljeta iste godine objavljeni su i Specials, koji su do ljeta 2000. Stigli do svoje trinaeste godišnje publikacije.
U pozadini rata koji je u drugoj polovici osamnaestog stoljeća američki narod vodio radi obrane svoje neovisnosti od engleske dominacije, Komandant Mark predstavljen je čitateljima kao lijep, hrabar, čvrst i nepobjediv mladić, koji unatoč tome ne pokazuje ni trag oholosti, unatoč tome što kod čitatelja često stvara osjećaj nadmoći protagonista nad okolnim svijetom. Mark kao heroj ima ispravan stupanj samopouzdanja i zrači toplim osjećajem samopouzdanja; stekao je izvrsno iskustvo na svom polju (borbe i beskompromisni rat protiv vojnika Njegovog Veličanstva engleskog kralja) i koristi svoje ogromno znanje u svakoj prilici i uvijek uspije. Seli se zajedno s Vukovima s Ontaria, skupinom neukrotivih gerilskih boraca sastavljenih od muškaraca i žena iz mnogih različitih mjesta, svih dobnih skupina i svih društvenih slojeva, ljudi s različitim povijestima i prošlim životima koji su se udružili.

## Kraj EsseGessea
Nakon što su Sartoris i Sinchetto umrli 1989., odnosno 1991., Guzzon je jedini ostao sposoban dizajnirati i nadzirati priče Marka i njegovih vukova iz Ontarija u posebnim albumima; pa je palica u potpunosti predana ilustratorici Lini Buffolente, još jednoj doajenki talijanskih crtića, uglavnom poznatoj po doprinosu sagi " Piccolo Ranger ". Umjesto toga, scenarije su sljedećih godina razvijali Bonellijeva nova generacija autora, poput Morena Burattinija i Luigija Mignacca i Michelea Masiera. SmrtGuzzona u svibnju 2000. konačno je označilo kraj EsseGessea.

## Vanjske poveznice
- Esse G. Esse at Lambiek's Comiclopedia (engl.)
- at Comic Vine (engl.)
- at Deadlicious (engl.)
- at Sergio Bonelli Editore (engl.)
- Arhivirana inačica izvorne stranice od 3. ožujka 2016. (Wayback Machine) at Fantasy-world (engl.)